# 신사임당
사임당 신씨(師任堂申氏, 1504년 12월 5일 ~ 1551년 6월 20일)는 조선 시대 중기의 문인이자 유학자, 화가, 작가, 시인이다. 조선시대 중기의 성리학자 겸 정치인 율곡 이이, 화가 이매창의 어머니다. 강원도 강릉 출신으로 본관은 평산(平山)이다. 본명은 신인선(申仁善)이라고도 하나 확실하지 않으며 사임당은 그의 당호(堂號)이다.

## 개요
외할아버지 이사온과, 기묘사화로 관직을 단념하고 향리에 은거한 아버지 신명화로부터 성리학을 교육받았으며, 아버지가 아들없이 죽자 경기도 파주의 시댁과 강원도 강릉의 친정집을 오가며 친정어머니를 극진히 모셨다. 어린 자녀들을 두고 일찍 병사하였지만 아들 이이는 대학자이자 정치인으로, 딸 이매창과 아들 이우 등은 문인 화가로 명성을 날렸다. 동시대의 여성인 문정왕후, 정난정, 황진이 등과 비교된다.
그림, 서예, 시 재주가 탁월하였고, 성리학적 소양도 있었으며, 십자수와 옷감 제작에도 능했다. 성리학적 지식과 도학, 문장, 고전, 역사 지식 등에 해박하였다. 태교에서부터 정성을 기울여 아들 주나라 주 문왕을 얻은 현숙한 부인 태임(太任)을 본받는다는 의미에서 사임(師任)으로 아호를 정하였다. 후대에서 여성임을 확실히 하기 위하여 별채를 의미하는 당(堂)을 붙여 부르기 시작하였다. 별호는 인임당(姻姙堂) 또는 임사제(姙師齊)이다.
2007년 한국 여성계의 반대와 집단 반발에도 불구하고 정부에 의해 50000원 지폐의 주인공으로 전격 도안되었다. 임진왜란 때 충주 탄금대에서 전사한 신립은 그의 9촌 조카였고, 대한민국의 정치인 해공 신익희는 14대 방손이 된다.

## 생애

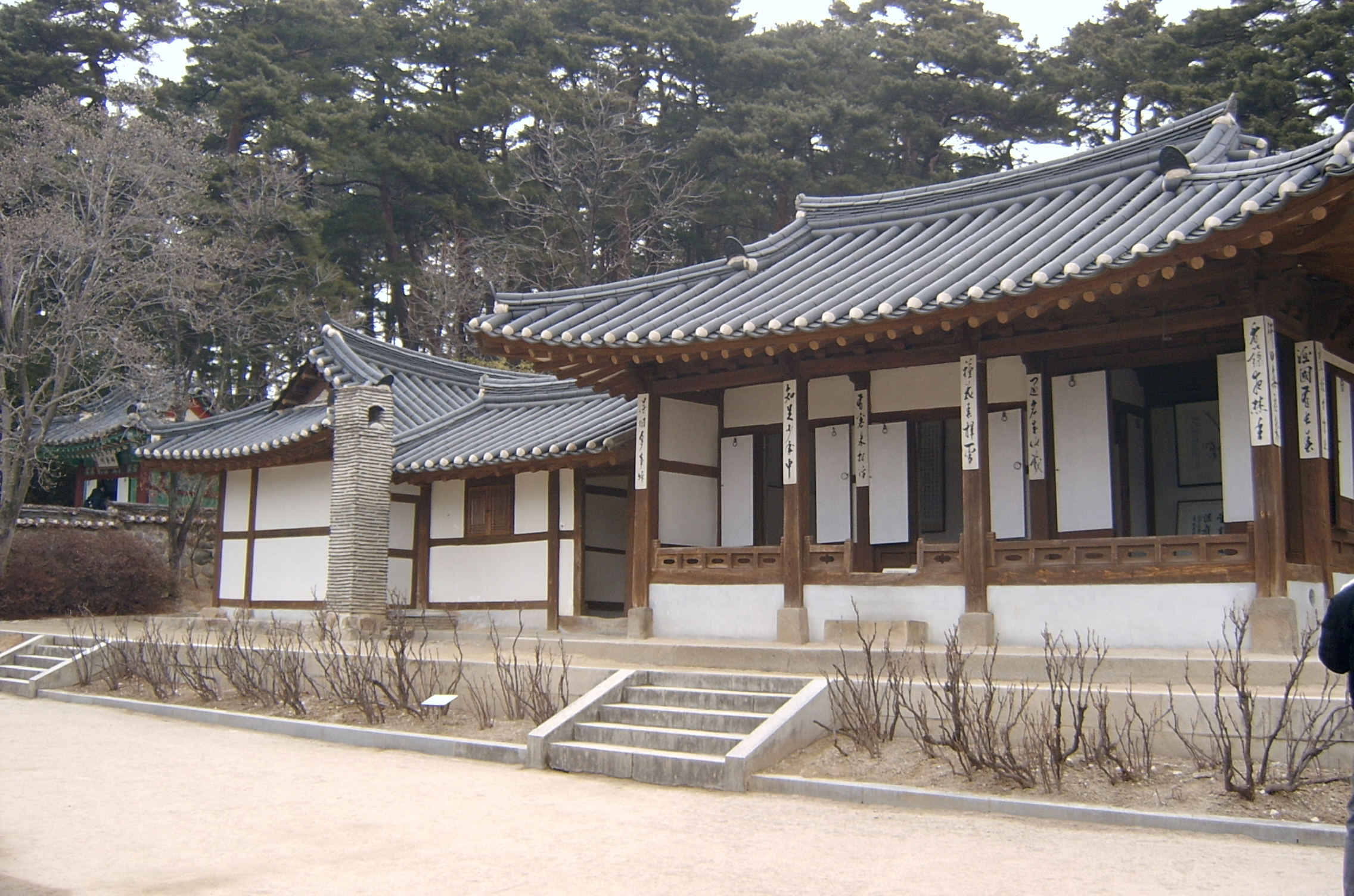
강릉 오죽헌

강원도 강릉부 죽헌리 북평촌(北坪村) 태생으로 외가이자 그의 생가 오죽헌은 지금도 보존되고 있다. 사임당의 가족은 아들은 하나도 없고 딸만 다섯이었는데, 사임당은 그 중에서 둘째 딸이었다. 아버지는 신명화(申命和)라는 이름의 선비였고, 어머니는 용인 이씨 집안의 선비인 이사온의 딸이었다. 스스로 사임당(師任堂)이라는 호를 지었는데, 주나라의 기틀을 닦은 문왕의 어머니 태임(太任)에서 따왔다고 전한다.
그의 조상은 고려의 개국공신이자 왕건 대신 전사한 신숭겸의 후손으로, 고조부는 문희공(文僖公) 신개였다. 고조부 신개는 세종대왕 시절 예문관 대제학, 대사헌, 도총제 등등을 지냈고, 나중에 우의정을 거쳐 좌의정까지 오른 인물이다. 할아버지 신숙권은 영월군수를 지냈다. 그러나 친정아버지 신명화는 진사에 그쳤다.
아버지 신명화는 몇 차례 과거 시험에 응시했으나 낙방하다가, 1516년(중종 11년) 한양에서 소과에 합격하여 진사가 되었는데, 그때 그의 나이 41세였다. 당시 조광조가 등용되어 급진적 개혁 정치를 실시하면서 신명화와 그의 사촌동생 신명인 등도 이들 신진 사류와 상당한 교류를 하였고, 동생 신명인은 그 중요한 멤버가 되었다. 1519년(중종 4년) 기묘사화가 일어났던 그날 신명인은 대전 뜰에 엎드려 울부짖으며 중종에게 간하는 상소를 올렸고, 그때 신사임당의 아버지 신명화도 친구 유생들 틈에 같이 있다가 붙잡혀 나흘 동안이나 옥고를 치르기도 했다. 그 뒤 신명화는 관직을 단념하고 처가가 있는 강릉으로 내려와 이사온 내외를 모셨다.
사임당은 어려서부터 기억력이 뛰어났고, 다른 자매들보다도 일찍 글을 깨우쳤다고 한다. 아버지 신명화는 딸들에게도 성리학과 글씨, 그림 그리는 법을 가르쳤다. 딸들 중에서도 그의 재능을 높이 본 아버지 신명화는 특히 그를 각별히 아꼈다.
친정어머니 이씨는 죽은 부모에게 효행을 다하고 죽은 남편에게 정절을 지켰다 하여, 1528년(중종 23년) 나라로부터 열녀로 표창을 받았다. 따라서 고향인 강릉에는 그 공적을 기리는 기념각이 세워지고 사람들의 존경을 받았다. 조선 중기까지만 해도 사대부가의 여성들 역시 재혼이 되거나 불륜행각을 벌이는 일이 비일비재했고, 일찍 과부가 되어 홀로 5녀를 키운 어머니 이씨에 대한 존경심은 대단한 것이었다. 또, 그가 일찍 죽은 뒤에도 오래 살아 외손자인 율곡 이이의 지지자이자 방황하는 외손자를 다잡아주기도 했다.

#### 유년기
아버지 신명화는 처가의 원조를 받아 한성의 본가에서 과거 공부를 계속하였고, 한 해에 몇 번 처가를 들르는 생활을 계속하였다. 사임당의 어머니 이씨는 자신의 친정아버지와 남편이 대립하거나 마찰을 일으키지 않도록 신경을 쓰면서 남편이 공부에만 열중할 수 있도록 뒷바라지를 계속했다. 그러나 아버지 신명화는 진사시에 그쳤고, 기묘사화로 대과에 응시하는 것을 포기하게 된다.
출가 뒤에도 계속 친정 부모와 산 사임당의 어머니는 보통 결혼한 여자들이 겪는 정신적 고통이나 일가를 돌봐야 하는 분주함에서 벗어날 수 있었기 때문에 비교적 자유롭고 소신있게 자녀 교육을 할 수 있었다. 사임당의 예술과 학문에 깊은 영향을 준 외조부의 학문은 현명하고 냉철한 어머니 이씨를 통해서 사임당에게 전수되었다.
사임당은 기억력이 좋아 한학의 기본 서적을 금방 정통하였고, 한시는 사람들을 놀라게 하였다.
어려서부터 자수와 바느질 솜씨가 뛰어난 사임당은 시와 그림에도 놀라운 재능을 보였다. 일곱 살 때에는 화가 안견의 그림을 본떠서 그려 주위를 놀라게 하기도 했다. 특히 산수화와 포도, 풀, 벌레 등을 그리는 데 뛰어난 재주를 보였다. 아울러 사임당은 유교의 경전과 좋은 책들을 널리 읽어 학문을 담았다. 어머니가 자수를 뜨는 것을 보고 흉내를 내자 외할아버지는 그에게 그림 재능이 있음을 알아보고, 7세 때부터 그림을 정식으로 배우게 되었다. 그림 교재로는 세종 때의 유명한 화가였던 안견의 산수화를 사 주었다.

#### 결혼전
신사임당은 여성이었으나 성리학적 지식과 도학, 문장, 고전, 역사 지식 등에 해박하여 아버지 신명화나 남편 이원수를 찾아온 사대부들을 탄복케 하였다. 일찍이 그의 아버지 신명화는 조광조 등과 친분이 있었으나, 기묘사화로 선비들이 희생되자 관직을 단념하고 강원도 강릉으로 낙향하였다. 아들 딸의 차별을 두지 않던 아버지 신명화는 딸들과 조카 딸들에게도 글을 가르쳤다. 신사임당을 비롯한 다섯 딸들은 신명화에게 천자문과 동몽선습, 명심보감, 유교의 사서 육경과 주자를 배움으로써 일찍부터 성리학적 학문적 소양을 갖추었다. 특히 신명화의 여러 딸들 중에서도 기억력이 비상하여 아버지의 총애를 받았다.
그래서 후대의 작가 오귀환은 사임당이라는 호에는 신사임당의 혁명을 꿈꾸는 여인으로서의 기상이 담겨있었을 것이라고 말한다. 그 외에 인임당(姻姙堂) 또는 임사제(姙師齊)라는 호도 가졌다고 한다. 결혼 이후에는 본이름 대신 사임당, 임사재, 인임당 등의 호를 사용하였다.
그러나 아버지 신명화는 한성부에 거주했고, 한성에서 주로 생활하는 아버지와는 16년간 떨어져 살았고, 그가 가끔 강릉에 들를 때만 만날 수 있었다. 7세 때는 외할아버지인 이사온으로부터 부덕과 소학, 대학, 가례에 대한 교육을 받기도 했다.
일찍부터 그림과 글씨를 잘 써서 칭송을 받기도 했는데, 명종조에 살던 어숙권(魚叔權)은 어린 인선의 작품을 보고 감탄, 자신의 저서 《패관잡기》에서 “사임당의 포도와 산수는 절묘하여 평하는 이들이 ‘안견의 다음에 간다.’라고 한다. 어찌 부녀자의 그림이라 하여 경홀히 여길 것이며, 또 어찌 부녀자에게 합당한 일이 아니라고 나무랄 수 있을 것이랴.”라고 평하기도 했다. 엄격한 어머니로부터는 바느질과 부엌일도 배웠는데, 그 빠르게 익히는 모양이 평판이 자자할 정도였다. 보통 사대부가의 아가씨들과 달리 살림살이와 음식 솜씨도 있었다.
한편 신명화는 덕수 이씨 이기, 이행 형제의 조카인 이원수를 사위로 정하였다. 당시 이원수는 이렇다 할 관직도 없었고, 일찍이 아버지를 여의고 홀어머니 슬하에서 자랐다. 두 당숙이 영의정과 좌의정 등을 역임한 고관이었지만 그의 집안은 가난했고 주변에서는 사위감을 볼줄 모른다며 이상하게 봤다.
그러나 아버지 신 진사는 사임당의 사위를 고를 때 제일 먼저 생각한 것은 가문이나 재력이 아니라 딸의 서화 활동을 키워주어야 한다는 것이었다. 타고난 재능으로 이미 상당한 수준에 이르고 있는 자신의 딸을 예술가로서의 길을 최대한 보장해 줄 수 있는 사람이 누구인가 하는 점이 신 진사의 주된 관심사였다. 지체높은 권문세가의 집안에서 새로 시집온 새댁의 그림 활동을 인정해 준다는 것은 기대하기 어렵고, 반대로 집안이 너무 볼품이 없거나 가난한 경우에는 살림살이에 바빠서 그림을 그릴 수 없을 것이라는게 신사임당의 아버지 신명화의 생각이었다.
딸의 재능을 키워줄 사윗감을 고르던 신사임당의 아버지 신명화가 선택한 인물은 이원수라는 총각이었다. 이원수는 돈령부사 이명진의 4대손으로 할아버지 이의석은 최만리의 사위로 현감을 지냈고, 증조부 이추는 대제학 윤회의 사위로 군수를 역임한 바 있다. 아버지 신명화를 만족시킨 조건은 이원수가 편모 슬하에서 독자로 자랐기 때문에 딸에게 시집살이를 시킬 만한 가까운 가족이 없을 뿐 아니라, 오히려 신사임당의 어머니 이씨 부인처럼 시집을 보내지 않고 친정 살이가 가능할 것이라는 예상에서였다.

### 결혼과 가정

#### 결혼 초기

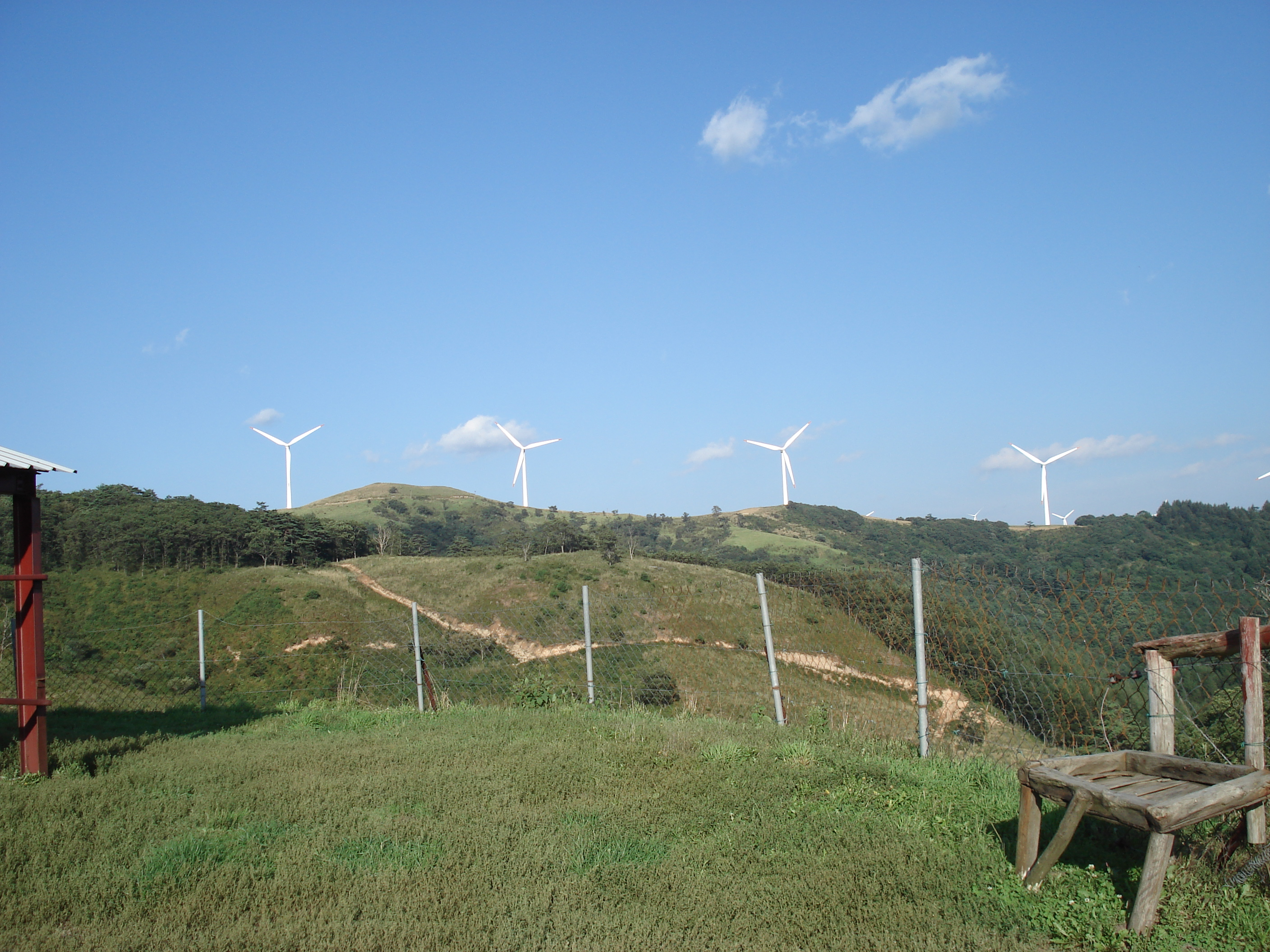
대관령의 어느 산 언덕

1522년(중종 17년) 8월 20일 형제 정승인 이기, 이행의 조카인 덕수 이씨의 이원수(李元秀)와 결혼하여 사위가 처가댁에 머무는 전통에 따라 강릉에서 계속 살다가 서울로 이사했으며, 4남 3녀를 두었다. 율곡 이이는 신사임당의 셋째 아들이다. 훗날 사이가 소원해진 남편과의 관계를 회복하기 위해 친정을 떠나 이원수의 선조 때부터의 터전인 파주군 율곡리에 거주하기도 했다. 이때 고향에 대한 향수와 친정을 떠나면서 홀로 계신 어머니를 떠올리며 지은 시조들은 후일 그의 대표작으로 후대에 전하게 되었다.
시댁은 파주에 있었지만 결혼하던 그해 말, 친정아버지가 아들없이 죽자 경기도 파주의 시댁과 강원도 강릉의 친정집을 오가면서 친정어머니를 극진히 모셨다.
결혼 몇달 후 아버지가 세상을 떠나자 친정에서 3년상을 마치고 한성으로 올라갔으며, 얼마 뒤에 시집의 선조 때부터의 터전인 파주군 율곡리에 거주하기도 했고, 강원도 평창군 봉평면 백옥포리에서도 여러 해 살았다. 한성과 친정 강릉을 오가던 생활이 많이 불편했던 그는 남편 이원수에게 특별히 한성과 강릉의 중간 지점인 평창에 거주지를 마련하기도 했던 것이다.
이원수와의 사이에서 4남 3녀를 두는데 셋째 아들 이이는 이름난 성리학자이자 조선 중,후기 서인과 노론 당의 사상적인 시조였다. 넷째 아들 이우는 관직은 정3품에 머물렀지만 시와 서화로 이름을 날렸고, 장녀 이매창 역시 시와 그림 재주에 능하여 작은 신사임당, 소사임당이라 불리기도 했다.

#### 예술 활동 배경
유교적인 규범을 내세웠던 조선 왕조 환경에서 여자는 아무리 뛰어나도 결혼과 함께 모든 재능을 묻어야만 했었다. 현재까지 전해오는 고대의 뛰어난 여성 예술가들이 기녀임을 보면, 일반 가정의 부인이 집안 일 대신 예술적 재능을 펼친다는 것은 거의 불가능한 일이었다. 그러나 신사임당은 이런 사회적 제재로부터 자유로울 수 있었다.
어머니와 마찬가지로, 그녀 역시 아들 형제가 없었기 때문에 남편의 동의를 얻어 시집에 들어가지 않고 친정에서 살 수 있었던 것이다. 사임당이 예술의 재능을 발휘할 수 있었던 것은 이런 두 가지 환경이 크게 좌우했다. 딸의 재능을 키워줄 사윗감을 고르던 아버지 신명화의 노력의 결과이기도 했다.
남편 이원수는 유교사회에서 전형적인 남성 우위의 허세를 부리는 그런 남편이 아니었다. 남편 이원수는 사임당의 자질을 인정해 주고 아내의 말에 귀를 기울이는 도량이 넓은 사람이었다. 사임당이 친정에서 많은 생활을 할 수 있었던 것은 남편과 시어머니의 도량 때문이라 할 수 있다. 또 그는 아내와의 대화에도 인색하지 않아 대화에서 늘 배울 것은 배우고 받아들일 것은 받아들였다. 그러나 이원수는 한편으로는 부인인 사임당을 어느정도 멀리하게 된다.

#### 성리학적 부덕
당대의 인물인 문정왕후, 정난정, 황진이, 장녹수에 비교하여 현모양처의 전형으로 존경받았으나 남편에게 순종하는 것을 미덕으로 여기던 성리학적 부인관과는 거리가 있었다. 여러모로 재능이 출중한 딸을 보내기 싫었던 친정아버지 신명화는 유독 둘째 사위감에게 처가살이를 제안했고, 남편인 이원수는 장인 신명화의 제안을 받아들인다. 결혼한 첫 해에 장인이 갑자기 죽게 되자 이원수는 어쩔수 없이 강릉과 파주를 오가게 됐다.
또한 남편 이원수에게 고분고분 순종하지는 않았는데, 남편 이원수에게 과거 시험을 보기 위해 10년간 별거를 약속하고 좋은 명산을 알아내 남편을 보내기도 했다. 남편 이원수는 과거 시험을 보기 위해 10년간 별거를 약속하고 산으로 들어갔다가 아내가 보고 싶어 다시 되돌아왔고, 그는 결단력 없는 남편을 나무라기도 하였다. 남편의 태도가 마음에 들지 않았던 그녀는 가위로 자신의 머리카락을 자르며 제대로 공부하지 않으면 비구니가 되겠다고 협박하여 남편에게 학문에 정진하도록 했다. 그러나 결국 남편 이원수는 3년만에 학문을 단념, 과거 시험에 합격하지 못하고 음서(蔭敍)로 관직에 진출하게 된다.

#### 결혼 생활
그런 일이 있었던 이후 한성부와 평창 등 각지로 이사 다녔다. 어머니를 생각하는 신사임당의 마음은 변함이 없어 33세 때, 아이를 출산하기 위해 고향 강릉으로 내려갔다. 이때 태어난 아이가 대학이이다.
1537년 사임당은 이이를 데리고 친정에서 한성부로 돌아가는 도중에 대관령 고개에 이르러 멀리 내려다보이는 마을을 바라보며 친정어머니에 대한 절절한 마음을 시로 담았다. 이는 후대에 남녀노소를 가리지 않고 폭넓게 애송되었다.
慈親鶴髮在臨瀛 / 늙으신 어머님을 고향에 두고

身向長安獨去情 / 외로이 서울길로 가는 이 마음

回首北村時一望 / 머리 돌려 북평 땅을 한번 바라보니

白雲飛下暮山靑 / 흰 구름만 저문 산을 날아 내리네.

산처럼 내고향 천리연마는

자나 깨나 꿈 속에도 돌아가고파

한송정가에 외로이 뜬 달

경포대 앞에 한 줄기 바람

갈매기는 모래톺에 혜락 모이락

고깃배틀 바다 위로 오고 가리니

언제나 강릉길 다시 밟아 가

색동옷 입고 앉아 바느질할꼬

친정어머니 생각으로 마음이 편치 못했던 사임당은 38세에 한성부에 새 집을 마련하고 시어머니 홍씨와 함께 살았다. 홍씨 부인 역시 연로하여 살림을 모두 며느리에게 맡기고 며느리의 보살핌을 받았다. 그녀는 오랫동안 친정 어머니를 그리워했고, 건강의 악화와 함께 남편의 축첩, 외도가 계속되면서 친정어머니에 대한 그리움은 더해갔다.

#### 남편의 외도
신사임당은 남편 이원수에게 아버지 신명화처럼 자상하고 인자한 태도를 기대하고 있었을 테지만, 그녀는 남편으로 인해 뜻하지 않은 시련과 정신적 고통을 당하게 된다. 그리고 남편에게 다른 여인이 생겨 방을 따로 얻은 것이다. 남편 이원수가 첩을 두었다는 소식을 듣고 그녀는 일시적으로 충격을 받기도 했다.
아버지 신명화는 평생 한양과 강릉을 오가면서 부인과 생활을 했지만, 주변에 여인이 있다는 소식을 듣지 못하였고, 그의 외할아버지 이사온 역시 마찬가지로 그런 일 없이 평생을 살았다. 때문에 남편의 외도는 신사임당에게 예기치 못했던 청천벽력과 같은 사건이었다. 결국 남편 이원수는 외도에서 끝내지 않고, 첩을 한 명 들이게 된다. 그러나 남편이 들인 첩 권씨는 술주정과 행패가 심하였다.u

- 신사임당 : 내가 죽은 뒤에 당신은 다시 장가를 들지 마시오. 우리에게 이미 아들 넷, 딸 셋, 7남매의 자녀가 있는데, 다른 자식이 필요하며 또 다시 무슨 자식을 더 두어 예기에 가르친 훈계를 어길 수가 있겠소?
- 이원수 : 공자가 아내를 내보낸 것은 무슨 예법에 합하는 것이오?
- 신사임당 : 공자가 노나라 소공 때 난리를 만나 제나라 이계라는 곳으로 피난을 갔는데, 그 부인이 따라가지 않고 바로 송나라로 갔기 때문입니다. 그러나 공자가 그 부인과 다시 동거를 하지 아니했을 뿐 아주 내쫓았다는 기록은 없소.
- 이원수 : 공자가 아내를 내친 기록이 없다? 그러면 증자가 부인을 내쫓은 것은 무슨 까닭이오?
- 신사임당 : 증자의 부친이 찐 배를 좋아했는데, 그 부인이 배를 잘못 쪄서 부모 봉양하는 도리에 어긋남이 있었기 때문에 부득이 내쫓은 것입니다. 그러나 증자도 한 번 혼인한 예의를 존중하여 다시 새 장가를 들지는 아니한 것입니다.
- 이원수 : 주자의 집안 예법에는 이같은 일이 있지 않소?
- 신사임당 : 주자가 47세 때 부인 우씨가 죽고, 맏아들 숙은 아직 장가를 들지 않아 살림할 사람이 없었지만 다시 장가를 들지는 않았습니다.

시조 시인인 이은상 시인이 쓴 사임당과 율곡에서 발췌.

광해군때에 출판된 동계만록에 적혀 있는 신사임당과 그의 남편 이원수의 대화를 보면 신사임당은 남편이 다른 여자와 결합하는 것을 몹시 꺼렸고, 자신이 죽은 후에도 남편이 재혼하지 말 것을 강하게 주장하고 있다. 신사임당은 예법과 자녀 교육을 들어 남편의 재혼이나 외도를 강력히 거부하고 있지만, 결국 현실은 그녀의 뜻대로 되지 않았다. 신사임당의 남편 이원수는 주막집 여인 권씨를 만나 딴살림을 차렸고, 신사임당 사후에는 그녀를 아내로 맞아들였다. 남편의 첩이지만 자유분방했고 술주정까지 심한 권씨를 사임당은 쉽게 받아들이지 못했다.

### 생애 후반

#### 시와 그림, 재주
신사임당은 율곡 이이의 어머니로 유명하지만 재능 있는 여성이었다. 그는 뛰어난 화가로서 7살 때 세종 시대의 화가 안견의 그림을 본떠서 그림을 그렸고, 숙종, 송시열, 이형규 등 여러 지식인들이 그가 그린 그림에 발문을 쓸 정도였다. 서예가이자 시인이기도 한 그는 '어머니가 그리워(思親)' 등의 한시(漢詩)를 여러 편 지었다.
또한 정치적 감각도 있어서 벼슬을 하지 못한 이원수가 세도가인 의정부 영의정 이기를 찾아다니자 이를 만류하였다고 전해진다. 이기는 이원수의 5촌 당숙(사임당의 시아버지 이천의 사촌 형제)이었는데, 명종 초기에 소윤의 영수 윤원형과 결탁하여 을사사화를 일으킴으로써 많은 선비들을 숙청한 인물이었다.
신사임당은 글이나 그림 실력이 뛰어났으나 자신의 실력을 함부로 뽐내거나 자랑하지 않았다. 1550년 가슴 통증을 앓다가 병을 얻어 자리에 눕게 된다. 병은 심장병이었다.

#### 그림
어느 날 잔칫집에 초대받은 신사임당이 여러 귀부인들과 이야기를 나누고 있었다. 그런데 마침 국을 나르던 하녀가 어느 부인의 치맛자락에 걸려 넘어지는 바람에 그 부인의 치마가 다 젖었다. '이를 어쩌나, 빌려 입고 온 옷을 버렸으니.....' 그 부인은 가난하여 잔치에 입고 올 옷이 없어 다른 사람에게 새 옷을 빌려 입고 왔던 것이다. 그런데 그 옷을 버렸으니 걱정이 태산 같았다. 그런데 신사임당이 그 부인에게 말했다.
| “ | 부인, 저에게 그 치마를 잠시 벗어 주십시오. 제가 어떻게 수습을 해 보겠습니다. | ” |

부인은 이상하게 생각하였으나 신사임당에게 옷을 벗어 주었다. 그러자 신사임당은 붓을 들고 치마에 그림을 그리기 시작했다. 치마에 얼룩져 묻어 있었던 국물 자국이 신사임당의 붓이 지나갈 때마다 탐스러운 포도송이가 되기도 하고, 싱싱한 잎사귀가 되기도 했다. 보고 있던 사람들이 모두 놀랐다. 그림이 완성되자 신사임당은 치마를 내놓으며 그것을 팔아서 비용을 마련하게 하였다.
| “ | 이 치마를 시장에 갖고 나가서 파세요. 그러면 새 치마를 살 돈이 마련될 것입니다. | ” |

실수로 빌려온 옷을 버렸던 그 귀부인은 치마를 팔았는데, 실물과도 같아서 비싼 가격에 팔렸다고 한다. 이러한 그림과 시 재주는 자녀들에게로 이어졌다. 어머니를 닮아 서화에 뛰어난 솜씨를 보이며 이름을 날린 막내아들 이우와 큰딸 이매창이 그들이다. 특히 이우는 "그림의 품격이 빼어나 조화를 일찍 묵화로 풀벌레를 그려 내어 길에다 던지자 뭇 닭들이 실제 벌레인 줄 알고 한꺼번에 쫓았다"는 일화가 있을 정도로 예술적인 재능이 뛰어났으며, 형 이이가 "내 아우로 하여금 학문에 종사하게 했다면 내가 따르지 못하였을 것이다."라고 말할 정도로 그림과 시 재주가 있었다. 큰딸 매창 역시 시화에 능해서 '작은 신사임당'이라 불렸다.

#### 말년
남편인 이원수가 주막집 여성인 권씨와 관계하는 것을 알고 갈등하게 된다.
이원수가 첩살림을 시작하자 신사임당은 반발하면서 부부관계가 냉각되고 마침내 한때 그녀가 금강산에 들어갔다 오기도 했다. 이를 두고 후대의 동인과 남인들은 율곡 이이는 물론이고 사임당도 불교에 귀의해 승려가 되었던 것은 아니냐며 이이와 그의 정당인 서인(西人)을 향한 정치 공세 거리로 활용한다.
죽음을 예감한 신사임당은 자신이 죽더라도 새장가를 가지 말라고 남편에게 요청했다. 그러자 반발심 때문인지 이원수는 공자, 증자, 주자도 새장가를 들었다고 주장했다. 그러나 사임당이 하나 하나 논리적인 근거를 대면서 반박하자 이원수는 입을 꾹 다물었다. 남편 이원수는 한성과 파주 율곡리와 강릉을 오가면서도 채워지지 않는 마음 한 구석을 채워 줄 자신을 인정해 줄 수 있는 여인을 원했을 것이다. 그리고 그때 마침 나타난 여자가 바로 권씨였다. 그러나 권씨는 신사임당과는 정반대로 제멋대로 사는 탕녀였다. 첩인 주모 권씨의 존재를 알게 된 그녀는 다시 이원수에게 첩인 권씨를 집에 들이지 말 것을 부탁하기도 하였다.
이원수나 사임당은 자녀들 중 특히 이이에 대한 애정이 각별했는데 부부관계가 원만하지 않아, 이이는 평생 화목한 가정에 대한 소망을 가슴 속에 품고 살았다. 딸 매창은 시·서·화에 능했는데, 신사임당은 딸의 재능을 알아채고 글과 그림을 직접 가르쳤다.

### 최후
이이는 어머니에 대한 효성이 지극하여 15세 때에 어머니 신사임당이 병으로 자리에 눕자, 외할아버지의 위패를 모신 사당에 홀로 들어가 매일 1시간 동안 기도를 올릴 정도로 어머니를 아끼는 마음이 컸다. 행방불명이 된 이이를 찾던 가족들은 외조부 신명화의 사당에 엎드려 어머니를 낫게 해달라는 어린 아이의 정성 어린 기도에 탄복하였다 한다. 그러나 이이 형제의 병구완에도 차도가 없이 세상을 떠나고 만다.
신사임당은 죽기 직전 남편인 이원수가 주막집 여성인 권씨를 집에 들이려는 것을 알고, 유교 경전을 인용하여 자신이 죽은 뒤에 재혼은 하지 말 것을 부탁하였다. 그러나 남편 이원수는 그가 죽자마자 첩인 권씨를 본댁으로 들여오고, 아들 이이와 갈등을 일으키게 된다.
작품으로는 산수도(山水圖), 초충도(草蟲圖), 연로도(蓮鷺圖), 자리도(紫鯉圖), 노안도(蘆雁圖), 요안조압도(蓼岸鳥鴨圖)와 6폭 초서병풍 등이 대표적이며 그림, 서예작, 수자수 등의 작품을 다수 남겼다. 조선 후기에 가서는 우암 송시열, 명재 윤증 등이 사임당 작품의 예술성을 높이 평가하기도 했다.
1551년 5월 수운판관(水運判官)으로 재직 중이던 남편 이원수는 세곡 운반의 임무를 맡고 평안도로 파견되어 갔다.
1551년 여름 이원수는 업무차 평안도로 출장을 가게 되었다. 일찍이 임관한 장남 이선(李璿)과 셋째 아들 이이(李珥)도 함께 떠났다. 그런데 어느 날 갑자기 그는 눈물을 흘리면서 편지를 써 보냈다. 전에 없던 일에 놀란 사람들은 무엇 때문에 그녀가 울면서 편지를 썼는지 모두들 이상하게 생각했다. 그 무렵 이원수는 임무를 마치고 자식들과 함께 배편으로 한성부로 돌아오는 중이었다. 그런데 사임당이 편지를 보낸 며칠 후에 갑자기 병상에 눕더니 이삼 일 후에는 위독해졌다. 그리고 병상에 둘러 앉은 다른 자녀들에게 '나는 이제 일어나지 못할 것이다'라는 말을 남겼다.
신사임당은 5월 14일경 병이 심해져 사경을 헤매다가 5월 17일 심장질환으로 세상을 떠났다. 별세 당시 그녀의 나이는 향년 48세였다. 그의 죽음으로 아들 이이는 삶과 죽음의 원인에 대한 의문을 품고 방황하다가 한때 불교 승려가 되기도 한다.

### 사후
그의 자녀들은 서모인 권씨 부인에게서 수난을 겪어야 했다. 온후하고 자상한 어머니였던 신사임당과는 달리 권씨 부인은 술을 무척 좋아해서 새벽부터 술을 몇 잔 마셔야 겨우 자리에서 일어났고, 조금만 비위에 거슬리는 일이 있으면 빈 독에 머리를 넣고 큰 소리로 울거나 노끈으로 자살 소등을 벌이는 등 행패가 심하였다. 자녀들이 당하는 고통은 말이 아니었다. 참다 못한 이이가 가출을 감행할 정도였다.
신사임당은 여성이면서도 성리학적 지식이 해박했다는 점과 아들 이이, 이우, 딸 이매창을 대학자와 화가, 작가로 길러냈다는 점 역시 사후 그가 찬탄되는 이유가 되었다. 그녀와 같은 시대를 살았던 문정왕후와 정난정은 탐욕의 상징으로, 황진이 등을 음란의 상징으로 비난하던 조선의 사대부들이 신사임당을 부덕(婦德)과 현모양처의 전형으로 칭송하였다. 또한 그녀의 아들 이이가 서인의 당수이자 노론의 학문적 시조가 되면서 우암 송시열, 명재 윤증 등이 의해 국가적인 위인으로 격상하였다.
경기도 파주군 율곡촌에 안장하였고, 후일 남편 이원수를 그녀의 묘소 곁에 안장하였다. 후에 이이가 종1품 숭정대부 의정부우찬성과 판의금부사까지 승진하여, 정경부인(정1품)에 추증하였다. 아들 율곡이 서인의 종주이자 정신적 지주로 추대되면서 그는 부덕의 상징, 현모양처의 모범으로 추숭되었다. 또한 그녀의 친정 조카인 신립은 탄금대에서 전사하여 가문을 일으켰다. 그는 대한민국의 정치인 해공 신익희의 선조이다.

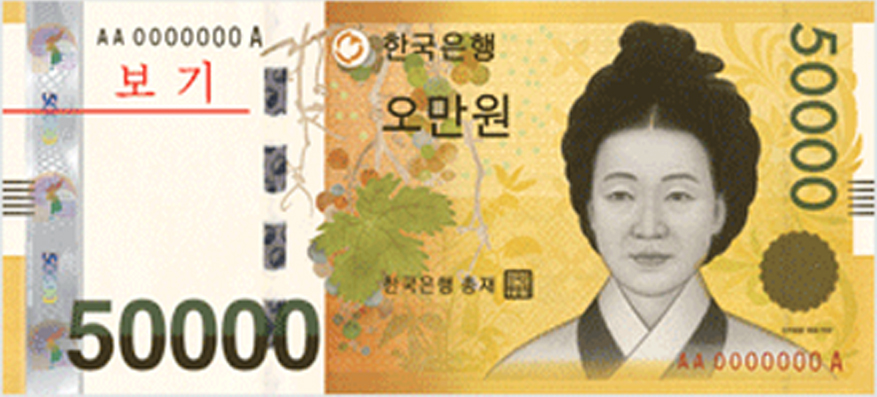
50000원 지폐에 도안된 신사임당

1960년대 제3공화국 당시 아들인 이이와 시댁 친족인 이순신을 국가적 영웅으로 추앙하면서, 신사임당 역시 다시 부덕(婦德)의 상징으로 현창하고, 국사와 국어 교과서, 미술 교과서에 시와 작품이 실리고 위인전으로 널리 알려졌다. 2007년 대한민국 여성계의 집단 반발이 거셌으나 정부는 대한민국의 50,000원 지폐 주인공으로 도안하였다.
2007년 11월 한국은행에 의해 "백범 김구는 독립애국지사, 신사임당은 여성·문화예술인의 대표적인 상징성이 있다"며 50,000원 지폐 도안 인물로 선정되었다. 그러나 여성계는 이에 부정적이었다. 상당수 여성계 인사들은 신사임당에 대해 부정적 의견을 피력했다. 문화미래 이프지 김신명숙 이사는 “오늘날 신사임당이 대변하는 ‘현모양처’의 이데올로기는 일본 식민통치의 잔재”라면서 “화폐 인물 선정만큼은 절대로 여론조사에 의존해선 안 된다”고 비판했다. 호주제폐지 시민모임 고은광순 대표도 “기존 남성 중심 사회의 구미에 맞았던 인물을 여성이라는 이유로 다시 내세워선 안 된다”며 “새 화폐에 들어갈 여성으론 유관순이 가장 합당하다”며 부정적인 시각을 피력했다.

## 저작
- 〈유대관령망친정(踰大關嶺望親庭)〉
- 〈사친(思親)〉

(본문)
사친(思親)
천 리 먼 고향 산은 만 겹 봉우리로 막혔으니, 千里家山萬疊峯
가고픈 마음은 오래도록 꿈 속에 있네. 歸心長在夢魂中
한송정 가에는 외로운 둥근 달이요, 寒松亭畔孤輪月
경포대 앞에는 한 줄기 바람이로다. 鏡浦臺前一陣風
모랫벌엔 백로가 언제나 모였다 흩어지고, 沙上白鷺恆聚山
파도 위엔 고깃배가 오락가락 떠다닌다. 波頭漁艇各西東
어느 때 강릉 땅을 다시 밟아서, 何時重踏臨瀛路
색동옷 입고 어머니 곁에서 바느질할꼬. 更著斑衣膝下縫

### 갤러리

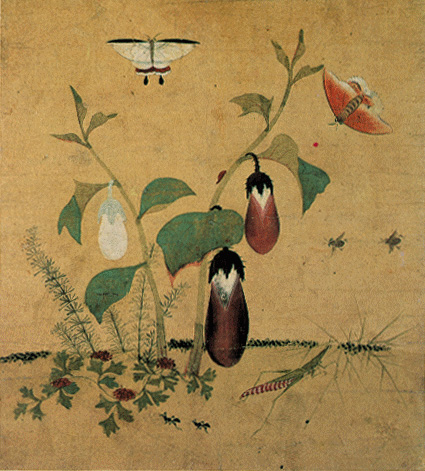
초충도: 가지와 나비, 나방, 메뚜기
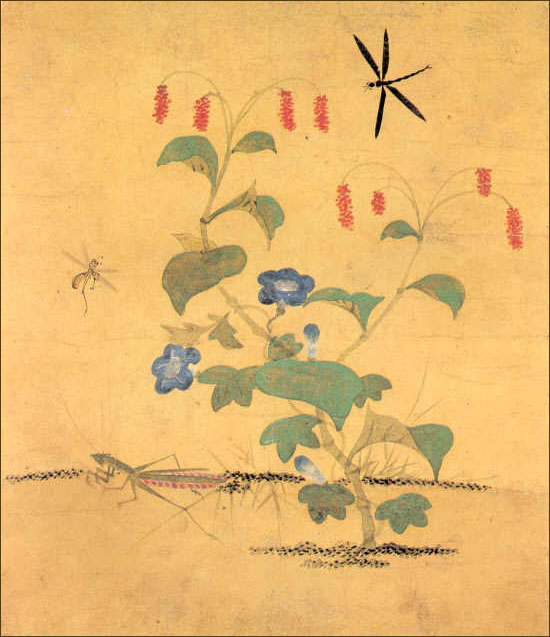
초충도: 잠자리와 버마재비
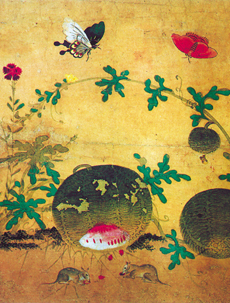
초충도: 수박과 나비, 쥐

## 평가

### 긍정적 평가
신사임당은 봉건 시대의 제약을 받았으면서도 여성으로서의 자기 개발에 매진했다. 시문과 그림, 글씨 등 조선 시대의 대표적 예술가로서의 생애를 개척하였다.
신사임당 생전에도 문정왕후나 정난정, 황진이, 장녹수나 한 세기 전의 인물인 어우동, 유감동 등과 비교, 대조되어 훌륭한 여성, 현모양처의 전형으로 존경받았다. 사후에도 서인의 이론적, 정신적 지주인 이이를 기른 훌륭한 어머니로 존숭되었고, 17세기에는 송시열에 의해 격찬되었다.
조선 후기에 이르러 그녀는 어머니와 부녀의 모범으로 양반 사대부가의 여식들에게 훈육되었다. 조선 후기 율곡의 학통을 이은 우암 송시열은 그녀의 시와 글, 서예작, 그림 등 찬사를 보내며 "그가 율곡을 낳으실 만하다"라고 격찬하면서 그녀에 대한 국가적인 존경, 숭배는 강화되었다. 송시열은 자신의 스승 이이를 추켜세우면서 율곡의 부모 역시 성자(聖者)로 현창하려 하였으나 율곡의 아버지 이원수는 통덕랑이라는 미관말직인 데다가 무능력한 인물이라 결국 율곡의 어머니인 신사임당을 성자로 추앙하게 되었다.
대한민국 정부 수립 이후에도 1960년대 제3공화국 당시 한국의 위인의 한 사람으로 선정되어 추앙받았다. 그는 현재까지도 현모양처의 상징, 훌륭한 여성 작가, 시인으로 평가받고 있다.

### 부정적 평가
신사임당은 지와 덕을 겸비한 총명하고 인자한 어머니였지만 자식들의 곁에 그리 오래 있지는 못하였다. 오늘날 신사임당이 대변하는 ‘현모양처’의 이데올로기는 일본 식민통치의 잔재', '기존 남성중심 사회의 구미에 맞았던 인물을 여성이라는 이유로 부정적인 시각으로 보고 있다.
신사임당이 여성의 평가절하의 수단으로 악용되었다는 시각도 있다. '여성들은 지난 사회 분위기에 따라 역사로부터 외면당하고 평가절하되어 왔다. 교과서에 여성을 대표하는 인물로 그려지던 신사임당은 어떠한가. 신사임당은 시, 글씨, 그림 등에 뛰어난 실력을 가진 예술가였지만 우리 역사는 율곡 이이의 어머니로서의 신사임당을 강조한다.'는 것이다. 그에 의하면 '신사임당은 항상 몸가짐을 조심하여 자식들을 교육하였고, 남편에게는 올바른 길을 가도록 내조하면서 7남매를 훌륭하게 키웠다. 시부모와 친정어머니를 잘 모신 효녀효부로 알려져 있다" 위의 문장은 신사임당에 대한 자료 속에서 쉽게 접할 수 있다.' 이는 신사임당의 개인의 능력이나 삶을 보여주기보다는 누군가의 딸이면서 아내이면서 며느리이자 어머니였던 신사임당을 표현하고 있다.'고 사례를 들었다. 그에 의하면 '역사 속에서 여성은 이렇게 한정적인 역할만을 맡아 왔다.'는 것이다.

### 기타
그는 조선 왕조가 요구하는 유교적 여성상에 만족하지 않고 독립된 인간으로서의 생활을 스스로 개척한 여성이라 할 수 있다.
그밖에 '자식에게는 어진 어머니이고 남편에게는 착한 아내'라는 말뜻 그대로의 현모양처라면 신사임당이 현모양처라는 말은 맞고도 틀린다.'는 의견도 있다. 작가 김별아는 '스스로 지어 부른 사임당이라는 호가 성군의 대표 격인 중국 주나라 문왕의 훌륭한 어머니 태임을 배우고 본받는다는 뜻인 만큼, 대학자이자 정치가인 율곡을 포함한 4남 3녀의 자식들에게 사임당은 더할 나위 없이 좋은 어머니였다. 실로 사임당이 우리 역사 속에서 `희귀'하다시피 한 여성 인물로 우뚝 자리 잡은 데는 율곡 이이가 쓴 `어머니의 일대기'(先行狀)가 결정적인 역할을 했다. 율곡은 아버지 이원수의 행장은 쓴 적이 없지만, 어머니 사임당에 대해서는 절절한 그리움이 담긴 행장뿐만이 아니라 모친상을 당한 직후 슬픔과 허무감에 빠져 금강산에 들어가 칩거했다는 기록을 남기기도 했다.'고 전제하였다.
그러나 '사임당이 '현모'였음에는 이견이 있을 수 없지만, 그렇다고 해 전형적인 `현모양처'의 틀에 꼭 들어맞는다고는 결코 말할 수 없다.'며 그 이유로 '율곡의 행장에서 드러나는 사임당의 모습은 놀랍게도 당시의 사회가 요구하던 여성상에 부합하는 모습이 아니었기 때문이다. 사임당은 남자 집안 중심의 중국식 친영례가 자리 잡아 가던 조선 중기에 전통 혼례 방식으로 오랫동안 고향에 머무르며 친정 부모를 봉양했고, 좋게 표현하자면 남성 우위의 허세를 부리지 않고 아내의 의견을 존중하는 `부드러운 남자'지만 실제로는 학문이나 재능이나 의지의 측면에서 사임당에게 턱없이 부족했던 남편 이원수에게 여필종부하기보다는 “실수하는 일이 있으면 반드시 옳은 도리로 간다”하였다.'는 점을 지적했다. 또한 김별아는 그가 성리학적인 가치관에는 부합되지 않는다는 점을 지적하기도 했다. 그에 의하면 '아내의 투기는 칠거지악의 하나로 꼽히지만 사임당은 병약한 자신이 먼저 세상을 떠날 것을 예감하며 남편에게 자식들을 위해 새장가를 가지 말 것을 주장하는가 하면, 모친이 편찮을 때 몰래 외조부의 사당에 가서 기도했다는 율곡의 일화로 미루어볼 때 사임당의 자식들 또한 부계보다는 모계에 더 큰 친화력을 가지고 있었다. 이처럼 실제 모습을 알면 알수록 신사임당은 `현모양처'라는 전통 여성상에 묶일 수 없는 독립적이고 진보적이며 강한 자의식을 가진 여성임에 분명하다.'라고 평가하기도 했다.

## 대한민국 50,000원 지폐 도안 인물
'신사임당이 화폐 중심에 등장하는 최초의 여성 인물로 그 동안의 관례를 깨는 데 의미가 있다.'는 시각도 있지만 그 인물이 신사임당이어야 하는가에 대해서는 이견이 분분하다. 특히 여성계의 반대 의견은 강했다. 과연 신사임당이 현대를 살아가는 오늘날의 여성들에게 의미 있는 인물인가 라는 질문이 제기되었다. 신사임당을 화폐 도안 인물로 선정된 것에 대해서는 반발과 비판 여론이 존재하고 있다.

### 50,000원 지폐 주인공 선정 과정
신사임당이 50000원 지폐의 도안인물로 유력시되자 여성계에서는 반발했다. 여성언론 문화미래 이프 등은 이를 적극 지지하고, 지원하기도 했다. 한국은행이 2009년 발행 예정인 고액권 새 화폐의 여성 인물로 신사임당 선정이 유력해짐에 따라, 여성계에서 반발 움직임이 시도되었다. 문화미래 이프 등은 '신사임당 주인공 도안 반대 안티 페스티벌 문화운동'을 열기도 했다.
페미니스트 저널 이프는 10월 1일 홈페이지에 올린 긴급성명을 통해 “새 화폐 인물로 여성인물 선택이 유력해지고 있는 것은 환영할 만한 일”이라고 전제한 뒤 “그러나 신사임당은 개인으로서의 여성이 아니라 부계 혈통을 성공적으로 계승한 현모양처로서 지지되고 있다”며 “(사)문화미래 이프는 신사임당이 새 화폐 여성 초상 인물로 선정되는 것에 반대하며 앞으로 계속적인 서명 운동을 통해 이를 적극 저지하고자 한다”고 밝혔다.

#### 신사임당 선정 반대 운동
일부 여성단체와 문화미래 이프 등의 반대 이후 여러 여성단체들이 신사임당 선정을 반대하거나 부정적으로 평가하였다. 한국여성단체협의회(회장 김화중)는 2007년 10월 23일 성명을 내어 “개인의 성취가 공동체의 발전, 즉 타인의 삶에도 도움을 주어야 한다는 가르침을 이 시대에 던지고 있다”며 유관순 지지 뜻을 밝혔다. 한국여성단체연합, 한국여성노동자회, 한국여성의전화연합, 한국성폭력상담소, 성매매문제해결을위한전국연대 등 5개 단체도 이날 성명을 내어 “현재 거론되는 화폐 인물 중에는 유관순이 적합하다”고 주장했다. 또 여성단체연합 등은 국민 여론 반영 부족과 선정 과정 미공개의 문제점 또한 지적했다. 한국여성단체연합 간사 한황주연 등은 “한국은행이 지난 5월부터 7월 말까지 진행한 설문조사에 따르면 여성 인물 중에는 유관순에 대한 지지도가 가장 높았다”고 밝혔다.
한편 신사임당 반대에 먼저 나섰던 문화미래이프(대표 엄을순)도 신사임당을 최종 여성후보로 올린 점을 비판하는 성명을 냈다. 이들은 성명에서 '50,000원 지폐 후보로 신사임당-장영실을 경합시킴으로써 여성의 선정 가능성이 절반으로 떨어졌으며', '여성계가 반대 의견을 냈음에도 이를 고려하지 않고 논란이 많은 신사임당을 최종 여성 후보로 올려 놓은 것은 문제'라며 한국은행과 정부의 처사를 성토했다. 문화미래 이프 사무국장 권희정 기자는 “여성계 인물을 반드시 넣어야 하는 것이 원칙”이라며 “신사임당을 장영실과 인위적 경합구도로 놓은 뒤, 여성계의 반대 때문에 무산된 것처럼 핑계를 대려는 것 아니냐”고 주장했다.
10월말 이프는 성명서를 통해 외국의 화폐 여성 인물은 “호주·노르웨이·스웨덴의 경우는 음악가와 소설가가, 프랑스·이탈리아의 경우는 과학자가, 미국과 이스라엘의 경우는 여성운동가와 정치가가 화폐 인물로 선정되었고 최근 일본이 메이지 시대 폭넓게 사랑받았던 소설가를 화폐 인물로 선정”하고 있다면서 “세계적 흐름이 이러한데도 현모양처로 부각돼 있는 신사임당을 화폐 인물로 선정하고자 하는 것은 국가적 망신이자 여성 인력 활용을 통한 국가 발전이라는 정책 방향과도 어긋나는 것”이라고 비판했다.
문화미래 이프는 ‘새시대 새여성’을 상징하는 인물과 관련 “조선 시대 이전 이 땅에는 소서노, 선덕 여왕 등 헌걸찬 여성들이 있었고, 신사임당이 살았던 조선 시대에도 허난설헌, 만덕 등의 시대를 앞선 인물들이 있었다”며 “근세에도 유관순뿐 아니라 나혜석이 있다”고 주장했다. 이프는 여성을 포함한 모든 화폐 초상 후보 인물에 대한 선정 경위를 투명하게 공개하고 여성계의 의견을 적극 수렴할 것을 촉구했다.
일부 여성단체들은 논란이 신사임당 찬반으로 번지는 것을 경계하면서도, 대체로 다양한 여성 인물의 발굴과 재해석을 통한 논의의 장이 필요하다는 데 공감하는 분위기다. 한국여성단체연합의 김은경 정책홍보부장은 “회원들 사이에서도 의견이 분분하지만, 이참에 한두 가지 이미지로 굳어진 여성 인물들에 대한 재해석 작업과 다양한 여성 인물의 추가 발굴이 필요하다는 데 공감하고 있다”고 밝혔다. 이어 한국여성민우회 대표 유경희는 “일단 여성인물이 새 화폐에 반영되는 것은 찬성하지만, 되도록 개인의 정체성이 드러나는 인물이었으면 한다”고 신중한 의견을 밝혔다.
여성단체와 이프 등 일부 언론을 중심으로 서명 운동이 전국적으로 진행되었다. 서명 운동은 온라인이프 홈페이지와 포털 사이트를 통해 진행되고 있는데, 3일 만에 500여 명이 넘는 지지자들의 서명이 이어지고 있다고 이프 쪽은 밝혔다. 이프는 5일 여성의 밤길 안전을 촉구하는 제4회 여성전용파티 시청앞밤마실 행사에서 일반인들을 대상으로 서명 운동으로 확산하였고, '여성의 정체성이 현모양처 안으로 포획되는 것에 대한 적극적 저지 운동'을 추진했다. 그밖에 서울대학교 정치학 교수 박효종은 선정 과정의 불투명성을 비판하기도 했다.

### 가부장제 정당화 논란
2007년 10월부터 12월까지 대한민국의 여성단체들은 신사임당 반대 운동, 신사임당 보이콧 운동을 벌였다. 여성단체에서는 10월 2일 신사임당을 50,000원 지폐 도안으로 선정하는 안건에 반대하는 성명서를 내고 홈페이지와 포털사이트 등을 통해 서명운동을 펼쳐왔다. 신사임당이 “부계 혈통을 성공적으로 계승한 현모양처로서 지지되고 있다”는 것이 반대의 이유였다. 2007년 10월 15일에는 여성 화폐 인물로 어떤 여성이 선정되어야 하는가를 놓고 토론회를 개최했다. 이 토론회에서 이프 이사 김신명숙은 “새 화폐에 들어갈 여성 인물은 어머니나 아내 이전에 개인의 고유한 삶을 산 주체적인 여성, 가정이라는 울타리를 넘어 사회와 공동체에 관심을 갖는 여성”이어야 한다고 주장했다.
문화미래 이프 지는 “역사적 인물로서 신사임당은 유교 가부장제가 만들어낸 이상적 여성의 전형으로 자기 자신이기보다는 이율곡의 어머니요, 이원수의 아내로서 인정받고 있다”며 “‘어머니·아내’만이 보편적 여성상으로 자리 잡는 것에 반대한다”며 비판했다. 이어 “훌륭한 현모양처와 예술적 재능까지 성공적으로 펼친 것으로 해석되고 있는 신사임당이 화폐 인물로 선정될 경우 가부장제 사회가 여성에게 강요하는 전형적 이중노동 노동구조를 정당화할 우려가 있다”고 지적했다.
이프는 음악가나 소설가,여성운동가 등이 화폐 인물로 선정된 외국의 사례를 들며“현모양처로 부각돼 있는 신사임당을 화폐 인물로 선정하고자 하는 것은 시대착오이자 국가적 망신으로 여성 인력 활용을 통한 국가 발전이라는 정책 방향과도 어긋나는 것”이라고 주장했다. 이프는 ‘새시대 새여성’을 상징하는 인물과 관련 “조선 시대 이전 이 땅에는 소서노, 선덕 여왕 등 헌걸찬 여성들이 있었고,신사임당이 살았던 조선 시대에도 허난설헌, 만덕 등의 시대를 앞선 인물들이 있었다”며 “근세에도 유관순뿐 아니라 나혜석이 있다”고 밝혔다.
안티페스티벌 등 문화운동을 펼쳐온 (사)문화미래 이프(대표 엄을순·이프)에서는 2일 새 화폐 여성 인물 신사임당 선정을 반대하는 성명서를 내어 전면적인 재검토를 촉구하는 서명 운동으로 이를 저지하겠다고 밝혔다. 이프 쪽은 “새 화폐 인물로 여성의 선택이 유력한 것은 환영할 만한 일이나, 신사임당은 부계 혈통을 성공적으로 계승한 현모양처로서 지지되고 있다”며 반대의 목소리를 높였다.
이프 등은 “신사임당은 역사적 인물로서 남편과 자식들을 훌륭하게 입신양명시킨 유교 가부장제가 만들어낸 이상적 여성의 전형으로 현모양처에 예술적 재능까지 성공적으로 펼친 것으로 해석되는 신사임당이 화폐 인물로 선정될 경우, 모성 신화가 살아있는 가운데 사회 진출이 고무되는 상황에서 현대 여성들이 겪는 이중 노동을 정당화할 우려가 높다”고 우려했다.

### 신사임당 50,000원 지폐 도안 여론
2007년 정부에 의해 신사임당은 50,000원 지폐의 주인공으로 도안되었으나, 도안 당시부터 선정 이후에도 여성계와 시민단체의 반발과 비판으로 사회적인 이슈, 후유증을 앓기도 했다.
신사임당의 50,000원 지폐 도안설이 돌자 여성단체는 확정 전부터 신사임당 선정을 반대해왔다. 그러나 신사임당으로 선정되자 여성계와 시민단체에서 반발과 항의가 이어졌다.
2007년 10월 권희정 이프 사무국장은 “화폐에 여성이 한 명 들어간다는 사실보다는, 어떤 여성이냐가 중요하다”며 “여성이 가질 수 있는 다양한 정체성이 있는데 그중에서도 ‘어머니=여성’이라는 한 면만을 대표하기보다는 현대 여성들에게 긍정적 역할 모델을 제시할 수 있는 여성 인물이 필요하다”며 비판하였다. 이프는 대안으로 소서노, 선덕 여왕, 허난설헌, 만덕, 유관순, 나혜석 등 다양한 여성들을 제시했다. 또 새 화폐 여성인물 선정과 관련해 ‘새 시대 새 여성’을 상징할 수 있는 인물이 선택될 수 있도록 폭넓은 논의를 시작해야 한다고 주장했다. 이를 위해 여성 각계의 의견을 수렴하고, 여성화폐 인물 및 모든 후보 인물들에 대한 선정 경위를 투명하게 할 것을 요구했다.
2007년 11월 여성언론 문화미래 이프지 대표 엄을순 기자는 “신사임당이 현모양처라는 이유로 화폐인물이 되는 것은 우리 사회가 문화적으로 많이 뒤처졌다는 것을 보여준다”며 “또 모든 여성들에게 신사임당처럼 슈퍼우먼 역할을 요구하는 것”이라고 거세게 항변했다.
문화미래 이프지 김신명숙 이사는 “오늘날 신사임당이 대변하는 ‘현모양처’의 이데올로기는 일본 식민통치의 잔재”라면서 “화폐 인물 선정만큼은 절대로 여론조사에 의존해선 안 된다”고 비판했다. 호주제폐지 시민모임 고은광순 대표도 “기존 남성중심 사회의 구미에 맞았던 인물을 여성이라는 이유로 다시 내세워선 안 된다”며 “새 화폐에 들어갈 여성으론 유관순이 가장 합당하다”며 부정적인 시각을 피력했다.
한국여성단체연합 정책국장 김금옥은 “여성이 최초로 화폐 도안 인물로 선정된 것은 바람직한 일이고 신사임당이라는 인물 자체를 반대하는 것은 아니다”라면서도 “선정 이유가 현모양처의 이미지에서 비롯된 것이라면 주체적으로 사회에 참여하는 현대 여성의 역할 모델로서는 바람직하지 않다고 생각한다”고 비판했다.
류근창 유관순열사기념사업회장도 “21세기 여성상으로 신사임당이 적합한지, 아들인 율곡 이이 선생이 이미 화폐 도안에 있는데 굳이 넣어야 하는지 이해가 가지 않는다”며 “진취적이고 주체적인 여성상의 대표적인 인물인 유관순 열사를 제외한 것은 말이 되지 않는다”고 비판했다. 서울대학교 정치학 교수 박효종은 “고액권 도안 인물 선정 과정이 인기투표처럼 진행된 것은 두고두고 문제가 될 부분”이라며 “여론 분열을 조장할 수 있어 선정 과정을 공개할 수 없었다는 한국은행의 주장은 궁색하고 편의주의적인 것”이라고 비판했다.
30대의 한 주부는 이렇게 주장했다.“솔직히 신사임당의 아들이 율곡이 아니라 망나니였으면 아무리 예술적 재능이 있어도 인정을 받거나 이름을 남길 수 있었겠어요? 가뜩이나 아이들 성적표가 엄마 성적표이고 아이들을 명문 대학에 보내는 게 엄마의 평생 숙원 사업인데 신사임당을 매일 보는 지폐에 담는다는 건 자식 사교육 잘 시켜 명문대 보내라는 소리 아닌가요?”라며 교육열을 조장한다고 비난했다. 신사임당이 50,000원 지폐의 주인공으로 도안, 발행되자 여기에 반발한 일부 인사들과 네티즌들은 50,000원 지폐 사용 보이콧을 주장하기도 했다.
그녀가 살아생전 조선을 이끌었던 적은 없다 또 자신이 살던 시대나 앞으로의 미래 정책을 위해 고민했던 여성도 아니다. 그런 인물을 대한민국의 얼굴로 소개해야 하느냐는 비판도 있다.
국가주의와 가족주의를 의도적으로 조장한다는 비판도 있다. 한국은행이 “김구는 애국심을 고취할 수 있고, 통일의 길을 모색한 지도자로 국민에게 바람직한 인물상이며 신사임당은 자녀의 재능을 살린 교육적 성취를 통해 교육과 가정의 중요성을 환기하는 효과가 기대된다”는 선정 이유를 밝힌 데 대해 이는 ‘남성=국가', ‘여성=가족’이라는 전통적 성역할을 그대로 답습했다는 것이다.

## 기타
대한민국의 독립운동가 겸 정치인 신익희는 친정아버지 신명화의 15대 방계 후손이 된다. 또한 탄금대에서 전사한 신립은 사임당의 9촌 조카가 된다.
아버지 신명화의 6촌 동생은 신상으로 신상은 임진왜란 때 충주 탄금대에서 전사한 신립의 할아버지이며, 인조반정의 공신인 신경진의 증조부이다.
2007년 11월 7일 사단법인 문화미래 이프는 기자회견을 통해 한국은행이 십만원 화폐에는 김구를, 오만 원 화폐에 신사임당을 선정한 것은 대한민국 헌법이 규정한 성평등 원칙에 위배되는 것이라며 비판하였다. 문화미래 이프는 이 상태로 화폐 인물이 결정된다면 국가인권위원회에 '성차별' 사안으로 회부되어야 할 소지도 충분하다고 덧붙였다.
이프는 또 초상 선정절차가 민주주의 원칙에 어긋난다고 주장했다. 단체가 알아본 바에 따르면 “화폐도안자문위원회 의장인 한국은행 이승일 부총재가 현재 화폐 초상 인물인 이순신, 율곡 이이와 같은 덕수 이씨 종친이며 율곡의 어머니로 덕수 이씨 집안의 족보에 기록되는 신사임당이 여성 화폐 인물로 선정된 것은 자문위원단의 독립성을 훼손할 우려가 있다“는 것이다. 이에 대해 한국은행은 이승일 부총재의 본관은 덕수 이씨가 아닌 신평 이씨라고 해명하는 한편 고액권 도안 소재가 된 인물은 변경이 불가능하다는 입장을 표명했다.
한 동화에서 사임당의 이름을 '인선'으로 작명한 이후 사임당의 본명이 '신인선'이라는 믿음이 존재하였으나 이는 사실이 아니며 사임당의 본명이 적힌 문헌은 아직까지 발견되지 않았다.

## 가족 관계
- 증조부: 신자승
- 증조모: 의령 남씨(조선 3대 국왕 태종의 4녀인 정선공주의 딸)
- 할아버지:신숙권
  - 아버지: 신명화
  - 어머니: 용인 이씨
- 외할아버지: 이사온
- 외할머니: 강릉 최씨(조부:최치온,아버지:최응현)

+++ 오죽헌: 최치온 소유였으나 이사온이 처조부에게서 유산으로 받음(신사임당에게 오죽헌은 중요한 장소임)
- 남편 : 이원수(李元秀, 1501년 ~ 1561년)
  - 장남 : 이선
  - 장녀 : 이매창(李梅窓)
  - 차남 : 이번
  - 차녀 : 이씨
  - 삼남 : 이이(李珥)
  - 자부 : 교하 노씨, 노경린(盧慶麟)의 딸
  - 삼녀 : 이씨
  - 사남 : 이우(李瑀), 문신, 화가

## 신사임당 역할이 등장한 작품
- 영화 《율곡과 신사임당》 고은아 (1978년)
- EBS 《역사극장》 김예령, 정인선 (2003년)
- EBS 《점프》 김예령 (2005년)
- SBS 《사임당, 빛의 일기》 이영애, 박혜수 (2017년)

## 같이 보기
| - 부덕 - 성리학 - 오죽헌 - 기묘사화 - 이이 - 신명화 - 이우 - 이순신 - 조광조 - 남곤 - 강정일당 - 임윤지당 - 신립 - 신경진 - 송익필 - 최만리 | - 을사사화 - 문정왕후 - 단경왕후 - 장녹수 - 정난정 - 황진이 - 어우동 - 유감동 - 이구지 - 허난설헌 - 이매창 - 윤회 - 정부인 안동 장씨 - 이원수 - 이기 - 김집 | - 희빈 장씨 - 성혼 - 이행 - 성담수 - 성삼문 - 신경희 - 신익희 - 송시열 - 송준길 - 윤선도 - 윤휴 |

## 관련 자료
- 신사임당:네이트 한국학[깨진 링크(과거 내용 찾기)]
- 신사임당의 작품 세계
- 신사임당의 작품
- 신사임당:네이버 캐스트
- 여성계 "신사임당 5만원권 인물 선정 유감" 연합뉴스 2007년 11월 5일자
- [엽기인물 한국사]6.신사임당의 남편 이원수가 아니라, 이원수의 아내 신사임당이다.① 스포츠 경향 2007년 9월 18일자
- <고액권 인물②> 신사임당(申師任堂) 뉴시스 2007년 11월 5일자
- 여성계 "'현모양처' 신사임당 화폐인물은 국가망신" 반대 목소리 나와 조선일보 2007.10.02
- 새 화폐 인물 신사임당 선정 유력…여성계 반발 한겨레 2007.10.02
- 여성계 "5만원권 신사임당 안돼"..반발 확산 연합뉴스 2007년 11월 7일자

## 참고 문헌
바보, 《이덕일의 여인열전》 (김영사, 2003)
- 노유진, 《신사임당의 어머니 리더십》 (W미디어, 2009)
- 조용진, 《신사임당:풀과 벌레를 즐겨 그린 화가, 어린이 미술관》 (나무숲, 2000)
- 안영, 《대한민국 여성 NO.1 신사임당》(위즈앤비즈, 2008)
- 세상읽기, 《신사임당:화 폭에 담은 예술》(세상읽기, 2009)
- 이덕일, 《이덕일의 세상을 바꾼 여인들》(옥당, 2009)
- 도지현, 《여성이여 자기만의 인생을 즐겨라》 (꿈과희망, 2007)
- 정옥자, 《시대가 선비를 부른다》 (효형출판, 1998)
- 이가원, 《이조명인열전》 (을유문화사, 1967)
- 이동주, 《한국회화소사》 (서문당, 1972)
- 손인주, 《신사임당의 생애와 교육》 (박영사, 1976)
- 이은상, 《한국의 인간상 5》 (신구문화사, 1980)
- 이은상, 《사임당의 생애와 예술》 (성문각, 1957)

. 이양숙 그륜델 덕수 이씨 ,독일어 번역, 출판
《신사임당 행장기 Das haus im schwaryen Bambushain 오죽헌》ISBN 3-00-013842-0 , 《Gründel, 2004》